# LazyTown
LazyTown (islandsky: Latibær) je anglickojazyčný islandský dětský televizní seriál vytvořený trenérem aerobiku Magnúsem Schevingem pro americkou televizní společnost Nickelodeon, posléze zakoupený společností Turner Broadcasting. Byl určen dětem ve věku 4-7 let. Měl čtyři řady a běžel premiérově v letech 2004-2014. Celkem bylo natočeno 78 třicetiminutových epizod. Šou se snažila podporovat zdravý životní styl a pohyb u dětí. Všechny epizody byla natočeny v malém islandském městečku Garðabær. Seriál byl nadabován do více než třiceti jazyků (včetně islandštiny) a vysílán ve více než 180 zemích světa. Kombinoval živou akci, loutkové divadlo a počítačové animace. Vzniklo několik spin-offů, včetně pořadu pro mladší děti s názvem LazyTown Extra. Seriál proslavil několik islandských tvůrců, zpěváka Jóna Jósepa Snæbjörnssona například úvodní znělka, průlom v kariéře znamenal i pro islandského herce Stefána Karla Stefánsona, jenž zosobnil hlavního zloducha Robbieho Rottena. Hlavní kladnou roli Sportakuse ztvárnil sám Scheving.